# Gabinete Itaboraí I
O Gabinete Itaboraí I foi o ministério formado pelo Partido Conservador em 11 de maio de 1852 e dissolvido em 6 de setembro de 1853. Foi chefiado por Joaquim José Rodrigues Torres, futuro Visconde de Itaboraí, sendo o 6º gabinete do Império do Brasil após o estabelecimento do Decreto n.º 523 de 1847. Foi antecedido pelo Gabinete Monte Alegre e sucedido pelo Gabinete Paraná.

## Contexto
Segundo Sérgio Buarque de Holanda (2004):
Em 1852 sofre modificações o Ministério. Há muito que o Gabinete [Monte Alegre] desejava afastar-se. Longo e bem fundamentado pedido de exoneração já havia feito em 15 de novembro de 1851. [...] a exoneração pedida só é dada alguns meses depois, em maio de 1852. O Imperador tinha motivos para conservar ainda o Ministério, não só por estimá-lo como por conveniências. O Gabinete de 29 de setembro de 1848 é assim o mais longo de todos os que haviam funcionado, até então, com mais de três anos e meio. [...] Em 11 de maio constitui-se o novo Gabinete, sob a Presidência de Joaquim José Rodrigues Torres. A situação é a mesma, de domínio do Partido Conservador. O Ministério é em grande parte mantido.

## Composição
O gabinete foi composto da seguinte forma:
- Presidente do Conselho de Ministros: Joaquim José Rodrigues Torres.
- Ministro dos Negócios do Império: Francisco Gonçalves Martins.
- Ministro da Justiça: José Ildefonso de Sousa Ramos, substituído em 14 de junho de 1853 por Luís Antônio Barbosa.
- Ministro dos Estrangeiros: Paulino José Soares de Sousa.
- Ministro da Fazenda: Joaquim José Rodrigues Torres.
- Ministro da Marinha: Zacarias de Góis e Vasconcelos.
- Ministro da Guerra: Manuel Felizardo de Sousa e Melo.

## Programa de governo
Segundo o ministro da Marinha (1852):
[...] o pensamento do governo, no que respeita ao tráfico, é evidentemente a sua repressão total, e não somente a parcial; e devendo esta repressão ser efeito de muitas medidas e o resultado de um sistema, tem elas de ser repartidas por todas as pastas; não dependem só da da Marinha.
O gabinete apresentou o seguinte programa de governo:
- Reprimir o tráfico negreiro.
- Aprovar tratados com o Uruguai, referentes à Guerra do Prata.

## Legislação aprovada
O gabinete aprovou a seguinte legislação:
- Decreto nº 641 de 26 de junho de 1852: Autoriza o governo para conceder a uma ou mais companhias a construção total ou parcial de um caminho de ferro, que partindo do município da Corte vá terminar nos pontos das províncias de Minas Gerais e São Paulo.
- Decreto nº 987 de 12 de julho de 1852: Concede a Irineu Evangelista de Sousa privilégio exclusivo por 10 anos para navegação por vapor entre esta cidade e o ponto da praia do município da Estrela, em que começar o caminho de ferro, que ele se propõe construir no mesmo município até á raiz da serra.
- Decreto nº 1.037 de 30 de agosto de 1852: Concede a Irineu Evangelista de Souza privilégio exclusivo por 30 anos para navegação a vapor do rio Amazonas.
- Decreto nº 1.088 de 13 de dezembro de 1852: Concede a Evangelista de Souza privilégio exclusivo por 80 anos para a fatura de uma estrada de ferro de Petrópolis até o Rio Paraíba, nas imediações do porto denominado Três Barras e daí até o Porto Novo do Cunha.
- Decreto nº 688 de 15 de julho de 1853: Aprova a deliberação, tomada pelo governo, de fazer um empréstimo aos dois bancos desta Corte, em bilhetes do Tesouro, sob caução da dívida pública.
- Lei nº 693 de 10 de agosto de 1853: Autoriza o governo a impetrar da Santa Sé as bulas de criação de dois bispados, um na província de Minas Gerais e outro na do Ceará.
- Decreto nº 1.133 de 23 de março de 1853: Reduz a 5% a taxa de direitos de exportação.
- Decreto nº 1.134 de 30 de março de 1853: Dá novos estatutos aos cursos jurídicos do Império.
- Decreto nº 1.169 de 7 de maio de 1853: Dá novos estatutos às escolas de medicina.
- Decreto nº 1.179 de 25 de maio de 1853: Aprova os estatutos da Companhia de Iluminação à Gás, fundada na cidade do Rio de Janeiro.
- Decreto nº 1.223 de 31 de agosto de 1853: Concede a incorporação de um banco de depósitos, descontos e emissão, estabelecido nesta Corte (Banco do Brasil).
- Lei nº 704 de 29 de agosto de 1853: Eleva a comarca de Curitiba na Província de São Paulo à categoria de província, com a denominação de Província do Paraná.